# May It Be
«May It Be» (с англ. — «Пусть будет так») ― песня ирландской певицы Энии. Она была написана для фильма «Властелин колец: Братство Кольца». Песня вошла в немецкий чарт синглов под номером один в 2002 году и была исполнена Энией на 74-й церемонии вручения премии Оскар. Она была высоко оценена музыкальными критиками и получила номинации на премию Оскар в категории Лучшая оригинальная песня, премию Золотой глобус в категории Лучшая оригинальная песня и премию Грэмми в категории Лучшая песня, написанная для визуальных медиа.

## История
Режиссёр Питер Джексон обратился к Энии (по предложению Говарда Шора) с вопросом, не будет ли ей интересно написать песню для его фильма. Взволнованная такой перспективой, Эния отправилась в Новую Зеландию, чтобы посмотреть предварительные правки фильма. Эния работала над песней с Ники Райан, её продюсером, и Ромой Райан, автором слов. Ники продюсировал вокал Энии и аранжировал музыку, в то время как Рома написала текст.

## Музыкальное видео
Музыкальное видео было снято режиссёром Питером Нидрлом. В нём представлены отрывки из фильма, а также Эния, поющая песню. Видео длится 3 минуты 32 секунды.

## Трек-лист
European CD single and UK cassette single
1. «May It Be» — 3:30
2. «Isobella» — 4:27

European maxi-CD single and UK CD single
1. «May It Be» — 3:30
2. «Isobella» — 4:27
3. «The First of Autumn» — 3:08

## Чарты
| Чарт (2001—2002)                    | Высшая позиция |
| ----------------------------------- | -------------- |
| Австрия (Ö3 Austria Top 40)         | 12             |
| Бельгия/Фландрия (Ultratop 50)      | 47             |
| Бельгия/Валлония (Ultratip)         | 4              |
| Дания (Tracklisten)                 | 19             |
| Чехия (IFPI)                        | 7              |
| Европа (Eurochart Hot 100)          | 10             |
| Финляндия (Suomen virallinen lista) | 7              |
| Франция (SNEP)                      | 43             |
| Германия (GfK)                      | 1              |
| Греция (IFPI Greece)                | 42             |
| Ирландия (IRMA)                     | 30             |
| Италия (FIMI)                       | 12             |
| Нидерланды (Single Top 100)         | 60             |
| Румыния (Romanian Top 100)          | 72             |
| Шотландия (Scottish Singles Chart)  | 60             |
| Швеция (Sverigetopplistan)          | 16             |
| Швейцария (Schweizer Hitparade)     | 24             |
| Великобритания (UK Singles Chart)   | 50             |

| Чарт (2002)                       | Позиция |
| --------------------------------- | ------- |
| Австрия (Ö3 Austria Top 40)       | 63      |
| Европа (Eurochart Hot 100)        | 86      |
| Германия (Official German Charts) | 37      |